# 1797 год в литературе

## Книги
- «Гордость и предубеждение» — роман Джейн Остин (впервые опубликован в 1813).
- «Рукопись, найденная в Сарагосе» — роман Яна Потоцкого (публикация первых глав).
- Рамакиен — составлена древнейшая из существующих версий поэмы по приказу и при деятельном участии короля Таиланда Рамы I, который сам написал часть стихов.
- Тания - (др.-евр. תניא), основополагающая книга по хасидизму (Хасиды).

## Родились
- 10 января — Аннетте Дросте-Хюльсхофф (Annette von Droste-Hülshoff), немецкая поэтесса и новеллистка (умерла в 1848).
- 26 января — Матия Чоп, словенский языковед, историк литературы и критик (умер в 1835).
- 27 марта — Альфред Виктор де Виньи (Alfred Victor de Vigny), французский писатель (умер в 1863).
- 12 апреля — Эрнест-Август Хаген, немецкий поэт, писатель (умер в 1880).
- 21 июня — Вильгельм Карлович Кюхельбекер, русский поэт, драматург, литературный критик; декабрист (умер в 1846).
- 28 сентября — Софья Маргарита Кнорринг (Sophie von Knorring), шведская писательница (умерла в 1848).
- 30 сентября — Мэри Шелли (Mary Shelley), английская писательница (умерла в 1851).
- 7 октября – Бруно Кициньский, польский поэт, переводчик, издатель (умер в 1844).
- 8 октября — Эльтье Гальбертсма, голландско-фрисландский писатель, поэт, переводчик (умер в 1858).
- 2 ноября — Иван Тимофеевич Калашников, русский писатель (умер в 1863).
- 3 ноября — Александр Александрович Бестужев-Марлинский, русский писатель, критик, публицист; декабрист (умер в 1837).
- 13 декабря — Генрих Гейне,  немецкий поэт, публицист и критик (умер в 1856).

## Умерли
- 12 февраля — Пьер-Франсуа Базан, французский писатель, издатель и публицист (род. 1723).
- 10 сентября — Мэри Годвин, английская писательница и феминистка (родилась в 1759).
- 20 октября — Клеменс Ходыкевич, польский духовный писатель (род. 1715).